# اسقف‌نشین اعظم کاتولیک هالبرشتانت
اسقف‌نشین اعظم کاتولیک هالبرستات (به لاتین: Roman Catholic Diocese of Halberstadt)، یکی از اسقف‌نشین بزرگ کاتولیک امپراتوری مقدس روم که در قرن ۹ میلادی بنا و به‌وجود آمد که طی قرون بعد مبدل به شاهزاده و اسقف‌نشین شد. مرکز این اسقف‌نشین، هالبرستات یا هالبرشتانت است که امروزه شهر زاکسن-آنهالت در شمال هارتس در رشته‌کوه‌های آلمان قرار دارد.